# Hamburg Towers
Le Hamburg Towers (depuis 2022 grâce à un accord publicitaire Veolia Towers Hamburg) est un club allemand de basket-ball basé dans la ville de Hambourg. Le club appartient à la première division du championnat allemand.

## Historique
L'entraîneur espagnol Pedro Calles signe à Hambourg pour la saison 2020-2021. Avec lui, le club atteint les playoffs lors de ses première et deuxième saisons à Hambourg et pour la première fois dans l'histoire du club. De plus, lui et les Towers se qualifient pour la première fois pour l'EuroCoupe 2021-2022, où ils atteignent également les playoffs. Il quitte Hambourg après deux saisons.
Le jeune joueur Justus Hollatz est formé à Hambourg.
Pour la saison 2022-2023, Veolia Towers Hamburg signe Žiga Samar. Le meneur de jeu de 21 ans est prêté par le champion d'Allemagne, l'Alba Berlin pour un an. En 2022, Samar fait partie de l'équipe élargie de l'équipe nationale slovène.

## Joueurs et personnalités du club

### Entraîneurs successifs
- 2014-février 2018 :  Hamed Attarbashi
- Février-juin 2018 :  Benka Barloschky
- 2018-2020 :  Mike Taylor
- 2020-2022 :  Pedro Calles
- 2022-janvier 2023 :  Raoul Korner (en)
- Janvier 2023- :  Benka Barloschky

### Joueurs célèbres ou marquants
- Lukas Meisner (de)
- Maik Kotsar (en)